# Rickard, 1:e earl av Cornwall
Rickard, 1:e earl av Cornwall, född 5 januari 1209, död 2 april 1272, var greve av Poitou, earl av Cornwall, och från 1257 kung över det tysk-romerska riket.

## Biografi
Rickard var andre son till kung Johan och hans maka Isabella av Angoulême, och därigenom bror till Henrik III. Rickards inkomster från Cornwall gjorde honom till en av Europas rikaste män på sin tid. Även om han stred å kung Henriks vägnar i Poitou och Bretagne och tjänade som ställföreträdare vid tre tillfällen, var relationen mellan bröderna ansträngd i början av Henriks regeringstid. Rickard revolterade mot brodern tre gånger, och brodern tvingades ge honom överdådiga gåvor.
År 1231 gifte han sig med Isabel Marshal, änkan efter earlen av Gloucester, vilket ogillades av brodern kung Henrik som hade arrangerat ett mer fördelaktigt parti för Rikard. Isabel och Rikard fick fyra barn, men bara sonen Henrik av Almain överlevde barndomen. På sin dödsbädd 1240 bad Isabel om att få bli begraven bredvid sin förste make i Tewkesbury, men Rickard begravde henne i Beaulieu Abbey istället. Som en from gest skickade han hennes hjärta till Tewkesbury. Senare samma år anslöt sig Rickard till Sjätte korståget och reste till det heliga landet. Han stred aldrig men lyckades förhandla så att fångarna från slaget i Gaza 1239 skulle frisläppas och de döda begravas. Han återfortifierade även Ashkelon, som hade förstörts av Saladin. På tillbakavägen från det heliga landet besökte han sin syster Isabella, Fredrik II:s kejsarinna.
Rickard var emot Simon de Montfort, och gjorde uppror 1238 i protest mot att han skulle gifta sig med Rickards syster Eleanor. Återigen lugnades han med dyra gåvor, men 1240, då han och Montfort anslöt sig till korståget vid samma tidpunkt, gjorde de en sak av att ej resa tillsammans. Vid återkomsten gifte sig Rickard med Sanchia av Provence, syster till brodern Henriks drottning Eleanora.